# Ken Darby
Kenneth Lorin Darby (13 de mayo de 1909 - 24 de enero de 1992) fue un compositor, arreglista vocal, letrista y director de nacionalidad estadounidense, cuyas bandas sonoras cinematográficas fueron premiadas con tres Oscar y un Grammy.

## Biografía
Nacido en Hebron, Nebraska, sus padres eran Lorin Edward Darby y Clara Alice Powell.
El grupo coral de Ken Darby, The Ken Darby Singers, cantó para Bing Crosby en la grabación llevada a cabo en 1942 para Decca Records de la canción "White Christmas". El grupo también cantó en 1940 en el primer disco grabado con canciones de la película El mago de Oz, una producción para la cual había trabajado Darby. Sin embargo, ese disco era una grabación de estudio con arreglos diferentes a los del film, y por tanto no una verdadera banda sonora, a pesar de que en el mismo cantaba Judy Garland.
Darby también actuó como parte de un cuarteto vocal, "The King's Men", que grabó varias canciones con la orquesta de Paul Whiteman mediada la década de 1930, siendo los vocalistas del programa radiofónico Fibber McGee and Molly desde 1940 hasta 1953. Este grupo también colaboró en las bandas sonoras de varios filmes de MGM, entre ellos El mago de Oz y algunas producciones de animación de Tom y Jerry.
Darby fue compositor y supervisor de producción de los estudios Walt Disney Studios, y director coral y vocal de la película de 1946 de dicho estudio Canción del sur.
En las películas Los caballeros las prefieren rubias (1953) y There's No Business Like Show Business (1954), Darby fue profesor de canto de Marilyn Monroe.
Además, fue el compositor principal del éxito de 1956 de Elvis Presley "Love Me Tender" para el film del mismo título, pero dio los derechos de la canción a su esposa, Vera Matson, que es la que figura como letrista y compositora junto a Elvis Presley. El tema era una adaptación de una canción de la época de la Guerra Civil de los Estados Unidos, "Aura Lea".
Ávido seguidor del detective de Rex Stout Nero Wolfe, Darby escribió una detallada biografía del personaje bajo el título de The Brownstone House of Nero Wolfe (1983).
Ken Darby falleció en 1992 en Sherman Oaks, Los Ángeles, California, mientras estaba finalizando la producción de su último libro, Hollywood Holyland: The Filming and Scoring of 'The Greatest Story Ever Told'  (1992). Fue enterrado en el Cementerio Forest Lawn Memorial Park de Hollywood Hills.

## Premios y distinciones
Premios Óscar
| Año  | Categoría                                  | Película               | Resultado |
| ---- | ------------------------------------------ | ---------------------- | --------- |
| 1957 | Mejor orquestación de una película musical | El rey y yo            | Ganador   |
| 1959 | Mejor orquestación de una película musical | Al sur del Pacífico    | Nominado  |
| 1960 | Mejor orquestación de una película musical | Porgy y Bess           | Ganador   |
| 1962 | Mejor orquestación de una película musical | Prometidas sin novio   | Nominado  |
| 1964 | Mejor banda sonora original                | La conquista del Oeste | Nominado  |
| 1968 | Mejor orquestación de una película musical | Camelot                | Ganador   |

Premios Grammy
- 1960, ganador del Grammy al Mejor Sonido en medios visuales. 
Porgy and Bess
(compartido con Andre Previn)